# 阿尔伯特·洛尔青
古斯塔夫·阿尔伯特·洛尔青（德語：Gustav Albert Lortzing；1801年10月23日—1851年1月21日），德国作曲家。

## 生平
洛尔青的父母都是一个巡回剧团的艺人，他自幼随团巡演，耳濡目染，学会了钢琴，小提琴，大提琴等多种乐器，还是一位出色的歌手。1824年他写了第一部歌剧，并自己参与演出。1833-1844年担任莱比锡剧院的男高音歌手，同时创作了《乌亭》（Undine）。1844年任剧院指挥，1846年到维也纳任职，但由于1848年革命导致剧院关闭，他失业回国，死于贫困之中。

## 作品
洛尔青是最重要的歌唱剧作曲家之一。他的音乐自然流畅，通俗优美，富于民歌风味。作品常以工人农民的生活为题材，贴近群众，受到广泛欢迎。他的一些歌剧由于讽刺现实，一定程度上反映了斗争思想，曾被禁演。

## 外部連結
- 阿尔伯特·洛尔青的免费乐谱，由国际乐谱典藏计划提供